# Josh Server
Joshua "Josh" Aaron Server, född 11 april 1979 i Highland Park, Illinois, är en amerikansk skådespelare och komiker. Han var programledare för Nickelodeon-serien All that 1994-2000.